# Лівососновський
Лівососно́вський (рос. Левососновский) — селище у складі Топкинського округу Кемеровської області, Росія.
Стара назва — Ліво-Сосново.

## Населення
Населення — 174 особи (2010; 241 у 2002).
Національний склад (станом на 2002 рік):
- росіяни — 98 %